# Carolina Leitao
Carolina Leitao Álvarez-Salamanca (Santiago, 3 de diciembre de 1973) es una abogada y política ex-democratacristiana chilena, exconcejal de la comuna de Providencia y exalcaldesa de la comuna de Peñalolén. Desde noviembre de 2024, se desempeña como subsecretaria de Prevención del Delito de su país bajo el gobierno del presidente Gabriel Boric.

## Primeros años de vida
Realizó sus estudios secundarios en el Colegio de los Sagrados Corazones en Santiago y los superiores en la Facultad de Derecho de la Universidad de Chile. Sus primeros acercamientos a la política se dan durante la universidad, cuando comenzó a militar en la Democracia Cristiana Universitaria.

## Carrera política
En 1999, asumió como jefa de gabinete del entonces diputado DC Gutenberg Martínez. 
Entre los años 2000 y 2012, fue concejala por Providencia.
Su vínculo con Peñalolén se inició en 2004 cuando el entonces alcalde Claudio Orrego la invitó a participar de su gobierno comunal, siendo parte del equipo municipal durante 8 años. Asumió responsabilidades directivas en distintas áreas de desarrollo social. En 2009, fue nombrada Gerenta de Vivienda del municipio, implementó la política comunal de vivienda, gestionando subsidios y coordinando la construcción viviendas sociales. Dirigió el traslado de 1700 familias de la toma de Peñalolén, dando inicio a ese proyecto de viviendas sociales.
Entre septiembre de 2005 y enero de 2006, participó en la campaña Presidencial de Michelle Bachelet como encargada del área de redes ciudadanas.
En 2009, como Gerenta de Vivienda implementó la política comunal de vivienda, gestionando subsidios y coordinando la construcción de miles de viviendas sociales. Dirigió el equipo de trabajo que trasladó a más de 1700 familias de la toma de Peñalolén, ubicada en los terrenos de Miguel Nasur, dando inicio a ese proyecto de viviendas sociales, que mantendría a esas familias viviendo en Peñalolén.
Posteriormente, en 2011 asumió la Gerencia de Comunidad y Familia,  puesto dedicado a promover la gestión de mesas barriales para escuchar las inquietudes de los vecinos y mejorar la calidad de vida y los barrios.

## Historia electoral

### Elecciones municipales de 2000
- Elecciones municipales de 2000, para la Alcaldía y Concejo Municipal de Providencia[6]

| Candidato                         | Pacto                                      | Partido | Votos  | %     | Resultado |
| --------------------------------- | ------------------------------------------ | ------- | ------ | ----- | --------- |
| Cristián Labbé Galilea            | Alianza por Chile                          | ILC     | 42 723 | 54,56 | Alcalde   |
| Rodrigo García Márquez            | Concertación de Partidos por la Democracia | PPD     | 5950   | 8,10  | Concejal  |
| Macarena Carvallo Silva           | Concertación de Partidos por la Democracia | ILE     | 5861   | 7,98  |           |
| Carolina Leitao Álvarez-Salamanca | Concertación de Partidos por la Democracia | PDC     | 4851   | 6,61  | Concejal  |
| Luis Bernal Riquelme              | Concertación de Partidos por la Democracia | PS      | 2734   | 3,72  |           |
| María Eugenia Amunátegui Spacek   | Alianza por Chile                          | RN      | 2391   | 3,26  | Concejal  |
| Alfredo Alcaíno Barros            | Alianza por Chile                          | RN      | 2239   | 3,05  | Concejal  |
| Matías Salazar Zegers             | Concertación de Partidos por la Democracia | PS      | 1248   | 1,70  |           |
| Juvenal Ayala Olivares            | La Izquierda                               | PC      | 1101   | 1,50  |           |
| Ricardo Peña Arenas               | Concertación de Partidos por la Democracia | PDC     | 1056   | 1,44  |           |
| Carlos Goñi Garrido               | Alianza por Chile                          | UDI     | 932    | 1,27  | Concejal  |
| Juan Luis Ortiz Soto              | Humanistas y Ecologistas                   | PH      | 684    | 0,93  |           |
| Gonzalo Chamorro Oschilewsky      | Alianza por Chile                          | ILC     | 439    | 0,60  | Concejal  |
| Raquel Justina Arce Morales       | La Izquierda                               | ILB     | 388    | 0,53  |           |
| Jerome Smith Uldall               | Humanistas y Ecologistas                   | PH      | 385    | 0,52  |           |
| Ivan Noguera Phillips             | Alianza por Chile                          | RN      | 300    | 0,41  | Concejal  |
| Mariano Edgardo Peña Morales      | La Izquierda                               | ILB     | 143    | 0,19  |           |

### Elecciones municipales de 2004
- Elecciones municipales de 2004, para el concejo municipal de Providencia [7]

(Se consideran candidatos con más del 3% de los votos)
| Candidato                         | Pacto                          | Partido | Votos | %     | Resultado |
| --------------------------------- | ------------------------------ | ------- | ----- | ----- | --------- |
| Virginia Vial Valenzuela          | Alianza                        | UDI     | 8087  | 12,41 | Concejal  |
| Carolina Leitao Álvarez-Salamanca | Concertación por la Democracia | PDC     | 7574  | 11,63 | Concejal  |
| Rodrigo García Márquez            | Concertación por la Democracia | PPD     | 6992  | 10,73 | Concejal  |
| Carlos Goñi Garrido               | Alianza                        | UDI     | 6885  | 10,57 | Concejal  |
| Pedro Lizana Greve                | Alianza                        | ILB     | 5908  | 9,07  | Concejal  |
| Pedro Vicuña Navarro              | Concertación por la Democracia | PS      | 4765  | 7,31  | Concejal  |
| Ivan Noguera Phillips             | Alianza                        | UDI     | 4548  | 6,98  | Concejal  |
| Pilar Cruz Hurtado                | Alianza                        | RN      | 4036  | 6,19  | Concejal  |
| Francisca Santamaría Artigas      | Concertación por la Democracia | ILC     | 2876  | 4,41  |           |
| Gonzalo Chamorro Oschilewsky      | Alianza                        | RN      | 2777  | 4,26  |           |
| Francisco Castellón Lira          | Alianza                        | UDI     | 2521  | 3,87  |           |
| Josefina Falabella García         | Alianza                        | RN      | 2260  | 3,46  |           |

### Elecciones municipales de 2008
- Elecciones municipales de 2008, para el concejo municipal de Providencia [8]

(Se han agregado los candidatos más relevantes).
| Candidato                         | Pacto                          | Partido | Votos | %     | Resultado |
| --------------------------------- | ------------------------------ | ------- | ----- | ----- | --------- |
| Pilar Cruz Hurtado                | Alianza                        | RN      | 8912  | 13,80 | Concejal  |
| Carolina Leitao Álvarez-Salamanca | Concertación Democrática       | PDC     | 5808  | 8,99  | Concejal  |
| Carlos Goñi Garrido               | Alianza                        | UDI     | 5197  | 8,05  | Concejal  |
| Virginia Vial Valenzuela          | Alianza                        | UDI     | 5013  | 7,76  | Concejal  |
| Iván Noguera Phillips             | Alianza                        | UDI     | 4418  | 6,84  | Concejal  |
| Francisco Castellón Lira          | Alianza                        | UDI     | 4269  | 6,61  |           |
| Pedro Manuel Lizana Greve         | Alianza                        | ILE     | 3358  | 5,20  | Concejal  |
| Jorge Matthei Aranda              | Alianza                        | RN      | 3223  | 4,99  |           |
| Rodrigo García Márquez            | Concertación Progresista       | PPD     | 3079  | 4,77  | Concejal  |
| Josefa Errázuriz Guilisasti       | Independiente (Fuera de pacto) | IND     | 2822  | 4,37  |           |
| Pedro Vicuña Navarro              | Concertación Democrática       | PS      | 2748  | 4,25  | Concejal  |

### Elecciones municipales de 2012
- Elecciones municipales de 2012, para la alcaldía de Peñalolén[9]

| Candidato                         | Pacto                          | Partido | Votos  | %     | Resultado |
| --------------------------------- | ------------------------------ | ------- | ------ | ----- | --------- |
| Carolina Leitao Álvarez-Salamanca | Concertación Democrática       | PDC     | 34 891 | 55,36 | Alcaldesa |
| Marcelo Morán Espinoza            | Coalición                      | UDI     | 21 507 | 34,12 |           |
| Mario Marín Rupayán               | El Cambio por Ti               | PRO     | 2856   | 4,53  |           |
| José Manuel Echeverría Sánchez    | Independiente (Fuera de pacto) | IND     | 1977   | 3,14  |           |
| Wilfredo Alfsen Ovando            | Más Humanos                    | PH      | 1791   | 2,84  |           |

### Elecciones municipales de 2016
- Elecciones municipales de 2016, para la alcaldía de Peñalolén[10]

| Candidato                         | Pacto                  | Partido | Votos  | %    | Resultados |
| --------------------------------- | ---------------------- | ------- | ------ | ---- | ---------- |
| Carolina Leitao Álvarez-Salamanca | Nueva Mayoría          | PDC     | 27 372 | 58.2 | Alcaldesa  |
| Bárbara Soto Silva                | Chile Vamos            | UDI     | 13 722 | 29.2 |            |
| Guillermo González Castro         | Pueblo Unido           | PI      | 4327   | 9.2  |            |
| Juan Luis González Poblete        | Yo Marco por el Cambio | PRO     | 1623   | 3.4  |            |

### Elecciones municipales de 2021
- Elecciones municipales de 2021 para la alcaldía de Peñalolén[11]

| Candidato                         | Pacto                         | Partido | Votos  | %     | Resultado |
| --------------------------------- | ----------------------------- | ------- | ------ | ----- | --------- |
| Carolina Leitao Álvarez-Salamanca | Unidos por la Dignidad        | PDC     | 28 377 | 32,38 | Alcaldesa |
| Miguel Concha Manso               | Frente Amplio                 | RD      | 24 177 | 27,59 |           |
| Carlos Alarcón Castro             | Chile Vamos                   | Ind.    | 17 277 | 19,71 |           |
| Lautaro Guanca Vallejos           | Dignidad Ahora                | PI      | 12 767 | 14,57 |           |
| Raúl Moraga Lagarrigue            | Chile Digno, Verde y Soberano | PCCh    | 4233   | 4,83  |           |
| Salvador Aravena Pérez            | Unión Patriótica              | UPA     | 810    | 0,92  |           |